# Château de Clermont (Loire-Atlantique)
Pour les articles homonymes, voir Château de Clermont.
Le château de Clermont, construit entre 1643 et 1649, est un château situé sur la commune du Cellier, dans le département français de la Loire-Atlantique.
Inscrit monument historique le 14 novembre 1941, ce château est connu pour avoir été la propriété de l'acteur Louis de Funès, dont il fut la dernière résidence jusqu'à la mort du comédien en 1983. De 2014 à 2016, l'orangerie du château accueille le « musée de Louis », consacré à l'acteur.

## Histoire

### XVIIe–XIXesiècles

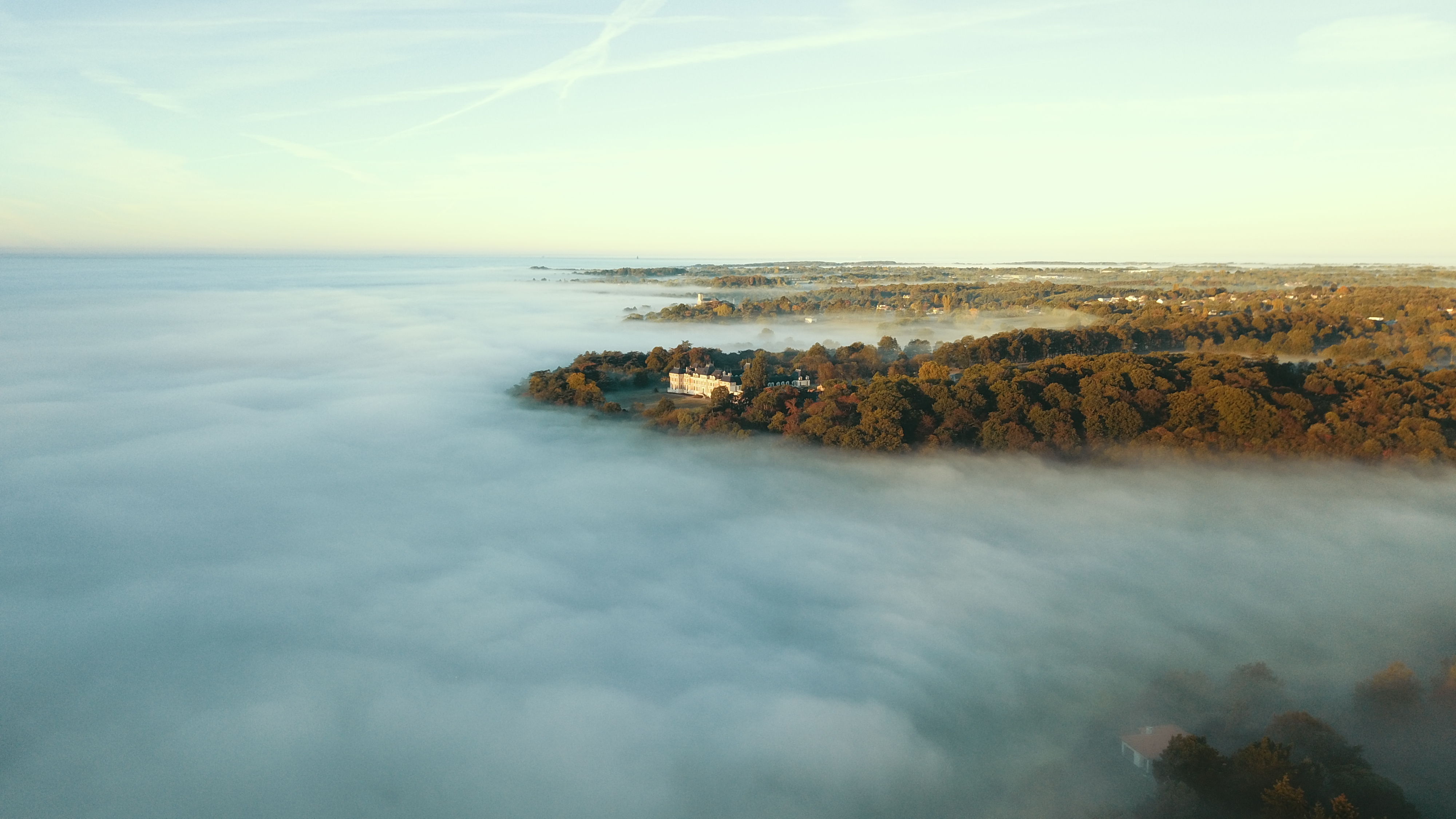
Château de Clermont face à un océan de nuages. Automne 2018. Le Cellier, Loire-Atlantique.

Le château de Clermont occupe l'emplacement de l'ancien monastère de Mont-Clair, détruit par les Normands en 845. Une seigneurie de ce nom, probablement fondée par l'évêque de Nantes à une date inconnue, aurait eu comme premier titulaire Thébaud de Clairmont. Elle est citée en 1385 avec comme seigneur Richard de Bourcigné, dont les descendants conservèrent la terre jusqu'en 1523.

#### Les Chenu, constructeurs (vers 1640-1711), et leurs descendants (1711-1853)
La fille de Christophe Brécel, sénéchal de Nantes, apporta le domaine en dot à Jehan Chenu, « seigneur de l'Endomière, Bois-Garnier et Saint-Philbert en Anjou ».
L'édifice actuel a été bâti par René Chenu, seigneur de Lendormière, Clermont et Saint Philbert, de 1643 à 1649, au lendemain de la victoire de Rocroy (19 mai 1643), où celui qui sera appelé plus tard le « Grand Condé » et qui ne portait alors que le titre de duc d'Enghien, sauva le trône de Louis XIV enfant et mérita une immense faveur. Il reflète l'enthousiasme d'une période remplie de gloire.
Cette famille de grands administrateurs militaires ajouta à son nom celui de cette terre.
René Chenu, le père (1599 - 1672), le constructeur du château, où il décède, gentilhomme de la Chambre du Roi, fut longtemps, au nom du duc de Montmorency, puis du prince de Condé, gouverneur des places fortes d'Oudon et de Champtoceaux qui commandaient le cours de la Loire en amont, maître des Eaux et forêts des châtellenies d'Oudon et Champtoceaux.
Les Chenu étaient vassaux des princes de Condé, possesseurs de nombreux biens dans l'Ouest de la France et ce cas de sujétion, si fort sous l'Ancien Régime, se doublait d'une vive amitié personnelle. René Chenu était le contemporain et le fidèle allié d'Henri II de Bourbon, prince de Condé. Les dates de naissance et de décès d'Hardy Chenu coïncident peu ou prou avec celles du Grand Condé, dont il fut le gentilhomme de la Chambre.
Une tradition bien affirmée veut qu'un Chenu, père ou fils, ait dans un combat sauvé la vie de son seigneur, qui voulait lui manifester sa reconnaissance. En tout cas, la construction du château, dont les proportions ont quelque chose de grandiose, témoigne de munificences princières.
Clermont reste dans la descendance des Chenu pendant deux siècles.
René Chenu a pour successeur dans ses charges son fils Hardy Chenu (1621 - 1683), « conducteur et visiteur général des fortifications, villes, châteaux et places fortes de Bretagne ». Ce dernier a pour successeur dans ses charges et comme seigneur de Clermont, son fils, François Chenu, né à Clermont en 1649 décédé également à Clermont en 1711, laissant deux filles. L'aînée d'entre elles, Madeleine Chenu, mariée au Cellier en 1701 avec Germain Nicolas, seigneur de Claye, hérite de Clermont.
Tous deux n'ont également que des filles, dont l'aînée, Madeleine Nicolas de Claye (1701-1775), décédée à Clermont, y épouse en 1729 François de La Bourdonnaye, seigneur de Liré, commissaire aux États de Bretagne.
Leur successeur, leur fils, Charles Bertrand de La Bourdonnaye, guidon des gens d'armes de la Reine, décède sans postérité en 1792.

#### Révolution et Restauration
Durant la Révolution française, le château de Clermont est séquestré et occupé un temps par les troupes républicaines.
Après la Révolution, Louis Marie Juchault des Jamonières, fils de Rosalie de La Bourdonnaye, elle-même sœur de Charles Bertrand de La Bourdonnaye, parvient à en reprendre possession.
Le 2 janvier 1814, il reçoit le titre de baron de l'Empire.
Par lettres patentes du Roi Charles X, le 28 janvier 1826, Louis Marie Juchault des Jamonières reçoit le titre de baron héréditaire, avec institution d'un majorat sur sa terre de Clermont. Il meurt en 1842. En 1853, l'aîné de ses fils, Antoine baron Juchault des Jamonières vend Clermont au baron de Lareinty.
Celui-ci, Henri Baillardel de Lareinty, sera sénateur et président du conseil-général de la Loire Atlantique, mais revend le château de Clermont dès 1861 à Léon Nau de Maupassant. Ce dernier, malgré son homonymie, est issu d'une famille de Saumur sans aucun lien de parenté connu avec l'écrivain Guy de Maupassant, dont la famille est d'origine lorraine.

### Propriété de la famille Nau de Maupassant (1860-1963)
Il est tour à tour la propriété de :
- 1860-1880 : Léon Nau de Maupassant (1810-† 1880), épouse le 18 mai 1859 à la basilique sainte-Clotilde à Paris, Mélanie-Élisabeth de Hübner (1834-† 1908) ;
- 1880-1908 : Mélanie-Élisabeth de Hübner (1834-† 1908), son épouse ;
- 1908-1941 : Charles Nau de Maupassant (1866-† 1941), leur fils, épouse le 19 octobre 1912 à Paris, Marie Barthélémy (1884-† 1963) ; qui fait réaliser en 1925, la décoration de la chapelle du château par Albert Lemasson et son frère Paul qui cette même année réalisent la décoration de l’église Saint-Martin du Cellier (Loire-Atlantique) avec une fresque représentant saint Martin.
- 1941-1963 : Marie Barthélémy (1884-† 1963), son épouse, morte sans enfant.

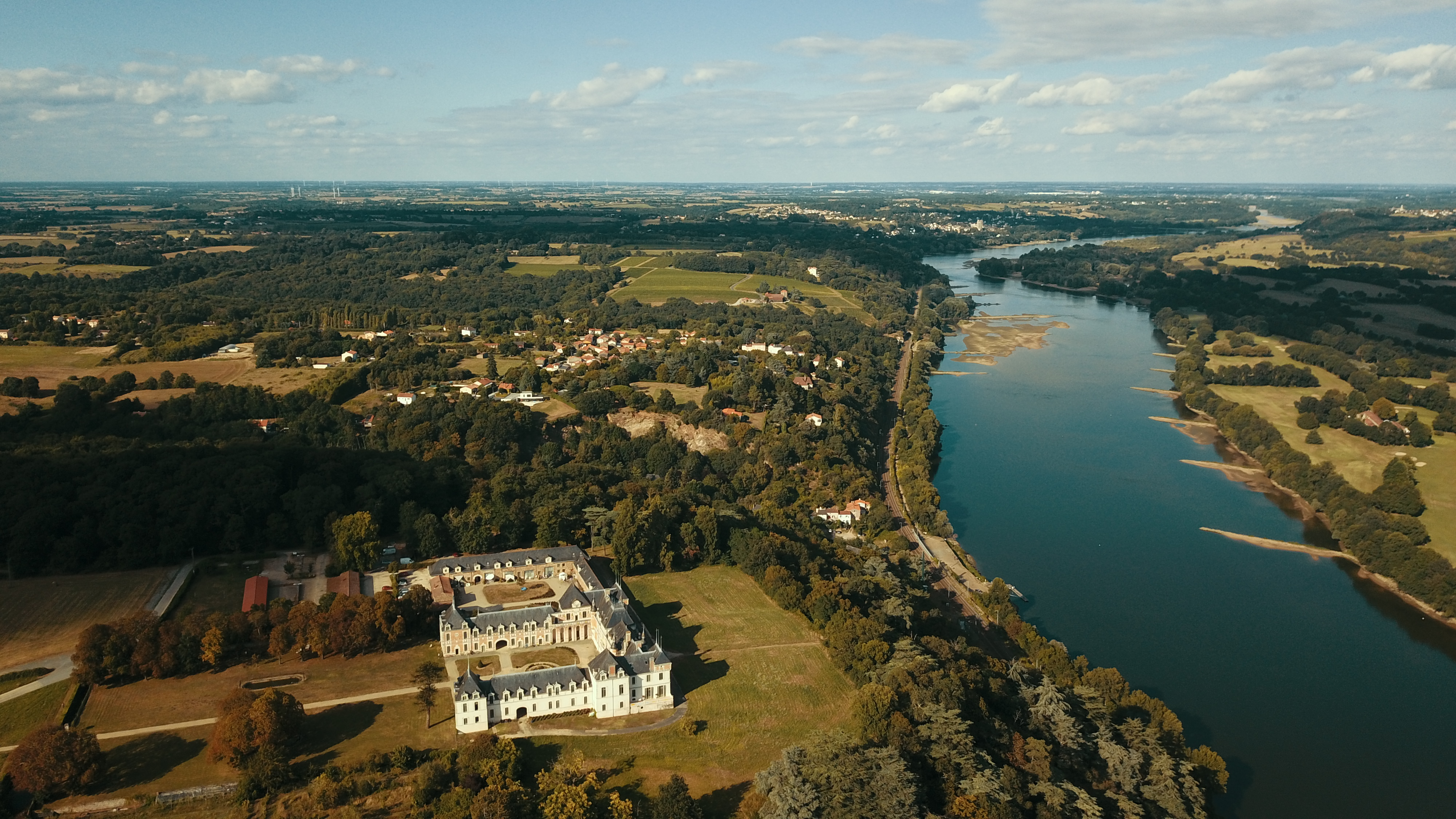
Le château de Clermont, vallée de la Loire, Le Cellier, Loire-Atlantique.

Épouse du « comte » Charles Nau de Maupassant, Marie Barthélémy est la tante paternelle de Jeanne de Funès de Galarza, née Jeanne Barthélémy, dite (comme ses frères) « Barthélémy Nau de Maupassant », épouse du comédien Louis de Funès. Le couple de Funès se rend souvent en vacances au domaine de Clermont dès les années 1940. À la mort de Marie Barthélémy en 1963, Jeanne de Funès hérite de la moitié du château en indivision, et d'une ou plusieurs fermes du domaine. Durant plusieurs années, les négociations qu'elle entreprend auprès des six autres cohéritiers pour acheter l'autre moitié échouent.

### Propriété de la famille de Funès (1967-1986)
L'intégralité du domaine est finalement mise aux enchères le 25 janvier 1967,. Devenu une grande vedette, et alors en plein succès commercial de La Grande Vadrouille, Louis de Funès décide de l'acquérir pour redonner à son épouse le château de son enfance, elle qui a vécu avec lui ses années de galère alors qu'elle venait d'un milieu bourgeois. Face au baron Charles Juchault des Jamonières, le notaire mandaté par Louis de Funès remporte les enchères pour 830 000 francs de l'époque (soit environ 1 240 000 euros en 2024), soit à peu près ce qu'il peut toucher pour un film à la même époque.
Le château, inhabité depuis six ans et délabré, nécessite deux ans de travaux et restaurations. L'acteur se sépare de sa maison de campagne à Saint-Clair-sur-Epte et de son appartement d'été à Hyères. Cette nouvelle retraite bretonne, dont il apprécie le calme, lui permet de vivre loin des journalistes et des curieux, alors que sa vie quotidienne d'antan en région parisienne n'est plus permise depuis trois ans par sa notoriété envahissante,. Il laisse son épouse s'occuper de la restauration et se consacre plutôt aux 25 hectares de parcs et jardins l'entourant. Passionné de botanique, l'acteur y entretient notamment une roseraie. Il interdit la chasse sur ses terres et pratique l'agriculture biologique sur ses cultures. À partir de 1976, après son double infarctus, Louis de Funès se sépare également de son appartement parisien du parc Monceau, pour ne plus vivre qu'au château. Il y réside jusqu'à sa mort, survenue à l'hôpital de Nantes en 1983.
Le domaine comporte alors 30 pièces, 365 fenêtres, d'importantes dépendances, un parc de 30 hectares.
Les héritiers de Louis de Funès ne pouvant entretenir un tel bâtiment, ils décident de le vendre en 1986 à l'Association pour le Développement des Alternatives à l'Hospitalisation (ADAH).

### Propriété de l'ADAH (1986-2005)
L'ADAH est une association qui s'occupe de personnes handicapées atteintes de troubles mentaux.
L'ADAH y installe ses pensionnaires et les logis extérieurs sont alors transformés en ateliers afin d'occuper ces derniers : couture, taille de pierre, menuiserie, blanchisserie. Une autre partie est transformée en salle de restaurant, une autre encore en salle des arts où sont tenues les manifestations artistiques du centre lors des portes ouvertes (théâtre, exposition des œuvres de l'atelier arts plastiques et manifestations musicales classiques extérieures) et une partie de la bâtisse est réhabilitée afin d'y accueillir l'organisation de divers évènements (mariages, congrès…).
Dans les jardins, l'association conserve la roseraie de Louis de Funès et l'utilise comme atelier d'horticulture.
Cependant, l'ADAH, face à des problèmes financiers, doit se résoudre à se séparer de Clermont, qui est finalement acheté en 2005 par un entrepreneur immobilier.
Celui-ci transforme le château pour y aménager 45 logements proposés à la vente.

### Depuis 2005
À la fin de l'été 2009 les premiers résidents emménagent dans les appartements créés dans le château.
De 2014 à 2016, l'orangerie a accueilli « Le Musée de Louis », créé par une association locale en vue d'entretenir la mémoire et l'œuvre de Louis de Funès. Ne pouvant acquérir, faute de subventions, les murs des locaux qu'il occupe, que leur propriétaire souhaite vendre, le musée doit fermer ses portes le 30 octobre 2016.

## Description

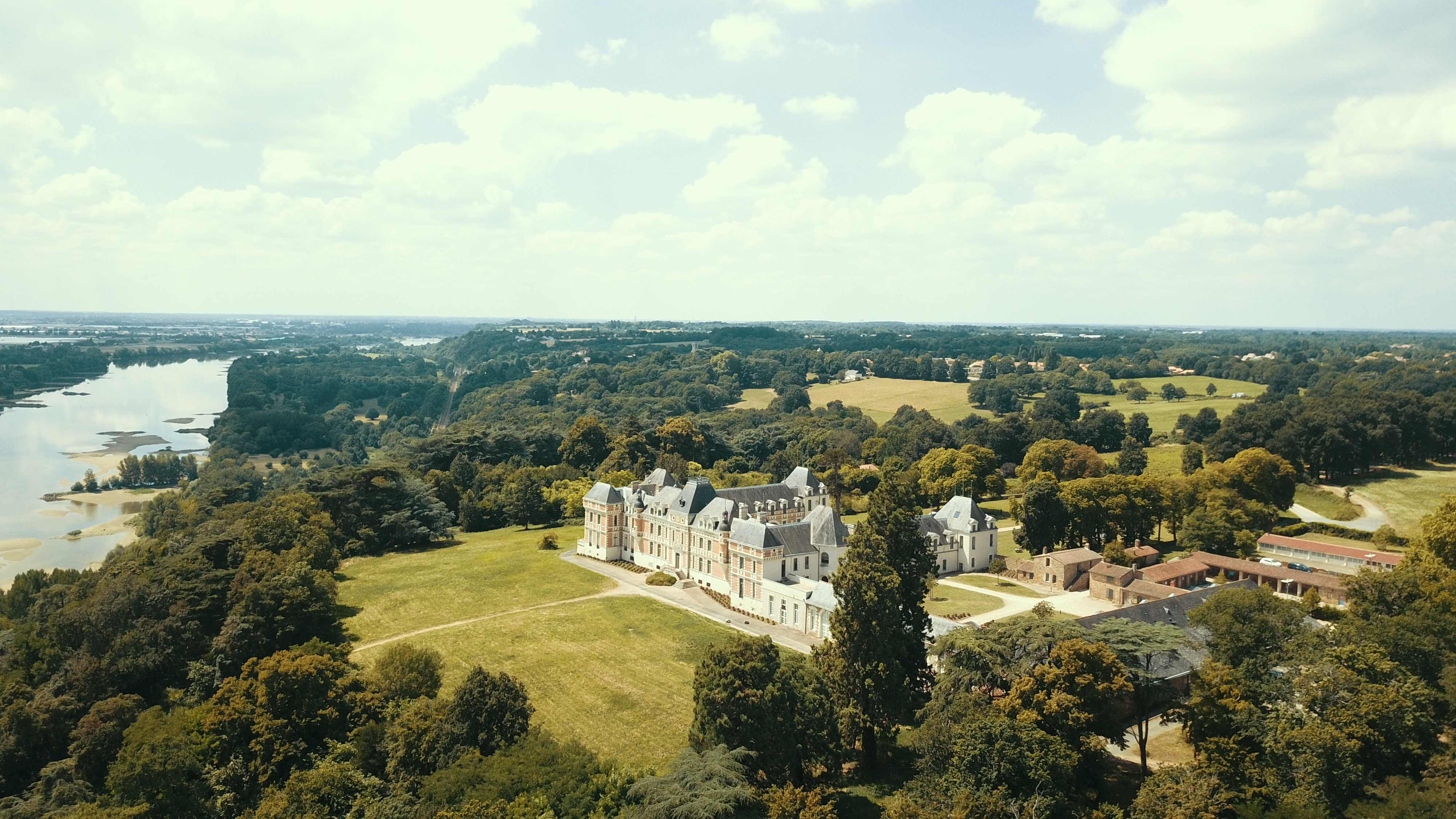
Château de Clermont, Le Cellier, Loire-Atlantique.

Dans ses grandes lignes, le château est resté intact depuis les années de sa construction, pendant la régence d'Anne d'Autriche et la minorité de Louis XIV.
Sa façade Sud, qui domine la Loire et offre une vue panoramique sur le pays des Mauges et le vignoble du Muscadet (pays du Loroux), est restée telle que la montre le dessin de la collection Gaignières, conservé au cabinet des estampes de la Bibliothèque nationale de France.
Quant à la façade Nord, à laquelle mène une allée ombragée perpendiculaire à la rue de Clermont qui conduit au centre du bourg du Cellier distant d'un kilomètre environ, elle est demeurée encadrée par ses ailes d'origine. Le château comporte 365 ou 366 fenêtres et 30 pièces : il est entouré d'un parc de 3 hectares et de 17 hectares de vignes.
La chapelle du château date du XVIIe siècle, la grange du XIXe siècle.

### Architecture

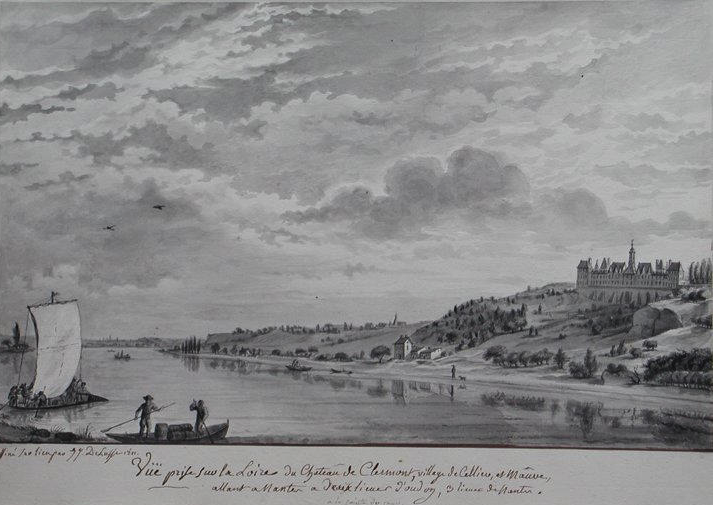
Jean Jacques Delusse, 1801.

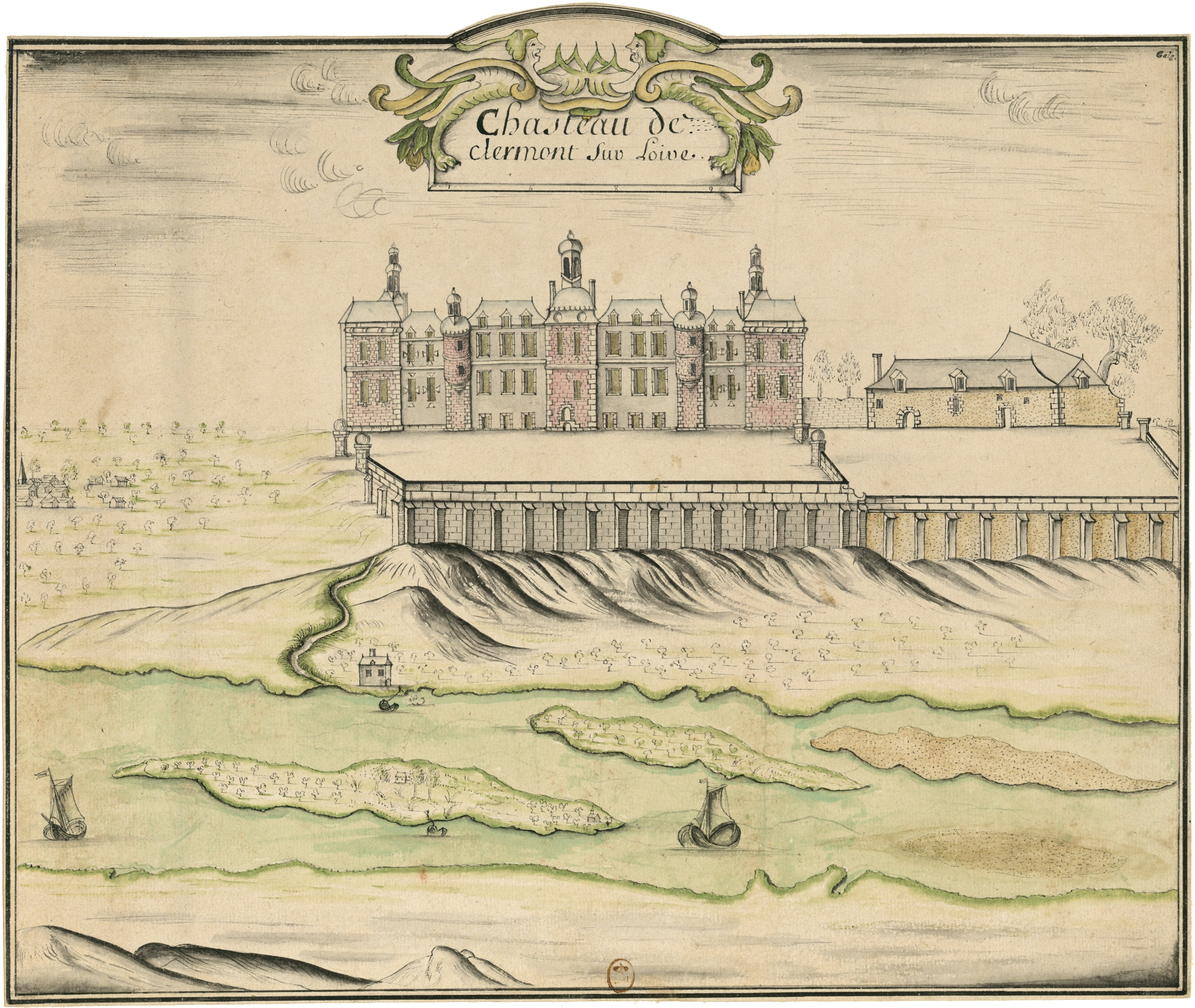
Dessin du château réalisé au.

Le château de Clermont offre les trois grandes caractéristiques du style Louis XIII :
- appareillage en brique et pierre, d'une teinte rose qui adoucit les lignes d'un tracé sévère ;
- toitures en ardoise des divers corps de logis, distinctes et indépendantes les unes des autres ;
- pavillon central servant de cage à l'escalier d'honneur, surélevé d'un attique et dominant les autres constructions.

À l'origine, ce pavillon central était surmonté d'un lanternon où se trouvait sans doute une cloche pour sonner l'alerte en cas de besoin.
Face au visiteur venu par la grande avenue et qui s'apprête à traverser les douves sèches qui précèdent la cour d'honneur, les deux ailes se terminent au premier plan par deux pavillons carrés et jumeaux que l'on peut qualifier de pavillons d'accueil.

### Les ailes
Sur les côtés, les deux ailes renferment des pièces de servitude : chambres pour le personnel, remises, écuries, serres, tout cela placé directement sous l'œil du maître. À la jointure avec le corps principal se trouvent, à droite les cuisines, à gauche la chapelle, dont l'autel a conservé son beau retable d'origine. Au milieu des ailes s'ouvrent des passages voûtés qui conduisent à droite aux jardins, à gauche à la cour de ferme. Leurs deux claires entrées allient commodité et rupture de la monotonie des lignes. Une galerie s'étire au premier étage de l'aile droite.
Les ailes de Clermont sont très différentes de celles des châteaux du début du XVIIe siècle. Jusqu'en 1624 en effet, ils étaient conçus avec des ailes de même hauteur ou presque que le corps principal, si bien que leur cours d'honneur offraient un aspect clos et fermé. On y sentait l'antique besoin de se protéger. Le Rocher-Portail, près de Fougères, est un rare témoin intact de ce genre d'architecture.
Clermont est l'un des derniers châteaux à présenter encore des ailes rattachées au corps principal de logis. Elles sont cependant très allégées, réduite en hauteur et italianisées, ce qui est naturel à l'époque où tant d'architectes français font leur instruction à Rome et en Vénétie.
Il est en effet édifié avant 1650, année à partir de laquelle, sous l'impulsion des constructeurs de Vaux-le-Vicomte, les corps principaux des châteaux se détacheront des ailes et adopteront définitivement pour la plupart un plan dans lequel François Mansart à Beaumesnil s'est montré précurseur.

### Mélange de styles
On peut observer que, dans un plan à l'époque très moderne, l'architecte a maintenu, tant sur la façade Nord que sur la façade Sud des tourelles d'encorbellement et que, du côté de la Loire, il a utilisé des mâchicoulis comme points d'appuis pour les hautes toitures de ses pavillons d'angles. Ce sont là des éléments de styles antérieurs au XVIIe siècle mais qui, dans le cas présent, se marient dans un harmonieux ensemble.